# Rondibilis clermonti
Rondibilis clermonti är en skalbaggsart som först beskrevs av Maurice Pic 1927.  Rondibilis clermonti ingår i släktet Rondibilis och familjen långhorningar. Inga underarter finns listade i Catalogue of Life.